# Governante rubacuori
Governante rubacuori (Sitting Pretty) è un film del 1948 diretto da Walter Lang.
La sceneggiatura si basa sul romanzo Belvedere di Gwen Davenport, pubblicato a Indianapolis nel 1947.

## Trama
L'avvocato Harry King e sua moglie Tacey hanno problemi a mantenere una tata per i loro tre giovani e scatenati ragazzi. Quando l'ultima di una serie di domestici (tutte donne) si licenzia, Tacey mette un annuncio per una sostituzione e assume Lynn Belvedere a scatola chiusa, solo per scoprire più tardi che Lynn è un elegante gentiluomo, con molte abilità e risultati. Nonostante le loro perplessità e la dichiarazione di Belvedere che detesta i bambini, i King accettano con riluttanza un periodo di prova. Belvedere conquista rapidamente i ragazzi, ma il suo atteggiamento di superiorità infastidisce Harry.
Prima che Harry parta per un viaggio di lavoro, Tacey accetta di prendere il loro figlio più piccolo (ancora neonato) e di dormire ogni notte a casa dei loro amici, il collega avvocato Bill Philby e sua moglie Edna, solo per soffocare ogni possibilità di scandalo nella loro comunità suburbana di Hummingbird Hill. Una sera, però, a tarda notte uno dei ragazzi si ammala e Tacey si precipita da lui: si rivela essere solo un mal di stomaco, ma il vicino ficcanaso Clarence Appleton nota le luci accese e viene a indagare. Comincia così a diffondere voci scandalose che fanno pensare ad una relazione romantica tra Belvedere e Tacey. Il pettegolezzo alla fine raggiunge Horatio J. Hammond, il capo di Harry. Quando Harry torna trionfante dal suo viaggio, Hammond si lamenta che Tacey sta mettendo in pericolo la reputazione dello studio legale.
Anche se Harry non crede alle storie, continua a pensare che sarebbe meglio che Belvedere trovasse un altro impiego, ma viene convinto dalla moglie e dai figli a cambiare idea. Più tardi, Tacey e Edna assistono a una conferenza notturna e, una volta conclusasi, vanno a fare uno spuntino in un ristorante di lusso, dove incontrano Belvedere nel suo giorno libero. Belvedere invita Tacey a ballare, e i due vengono nuovamente visti, mentre ballano guancia a guancia, da Appleton e dalla sua altrettanto curiosa madre, e le voci maliziose ricominciano a dilagare nella tranquilla cittadina. Questa volta Harry non è così comprensivo. Insultata, Tacey litiga con lui, prende il loro piccolo e si rifugia a casa dei suoi genitori a Fort Worth, in Texas.
Nel frattempo Belvedere, che ha passato le ultime settimane a ricercare e scrivere segretamente un resoconto salace degli avvenimenti tra i residenti di Hummingbird Hill, pubblica il libro, la cui copertina lo descrive come "una satira urlante sulle maniere e la morale suburbana". Il libro diventa immediatamente un bestseller nazionale, sconvolgendo tutti nella comunità. Hammond, riconosciutosi nel romanzo, licenzia Harry e Bill, mentre Tacey si precipita a casa e si riconcilia con il marito. Hammond poi annuncia la sua decisione di fare causa a Belvedere, il quale, contento poiché si aspetta che la pubblicità aumenti le vendite del suo libro già popolare, assume Harry e Bill per difenderlo, rivelando poi la fonte di molte delle sue informazioni: nientemeno che Clarence Appleton. L'informatore fugge, con Hammond e gli altri abitanti del quartiere al suo inseguimento. Nonostante la sua nuova fama, Belvedere accetta di mantenere il suo lavoro perché il suo libro di successo è solo il primo volume di quella che diventerà una trilogia.

## Produzione

### Riprese
Il film venne girato dal 23 ottobre al 16 dicembre 1947.

## Distribuzione
Distribuito dalla Twentieth Century Fox Film Corporation, il film uscì nelle sale cinematografiche USA in aprile dopo essere stato presentato in prima a New York il 10 marzo 1948.